# Sanatorium Zofiówka

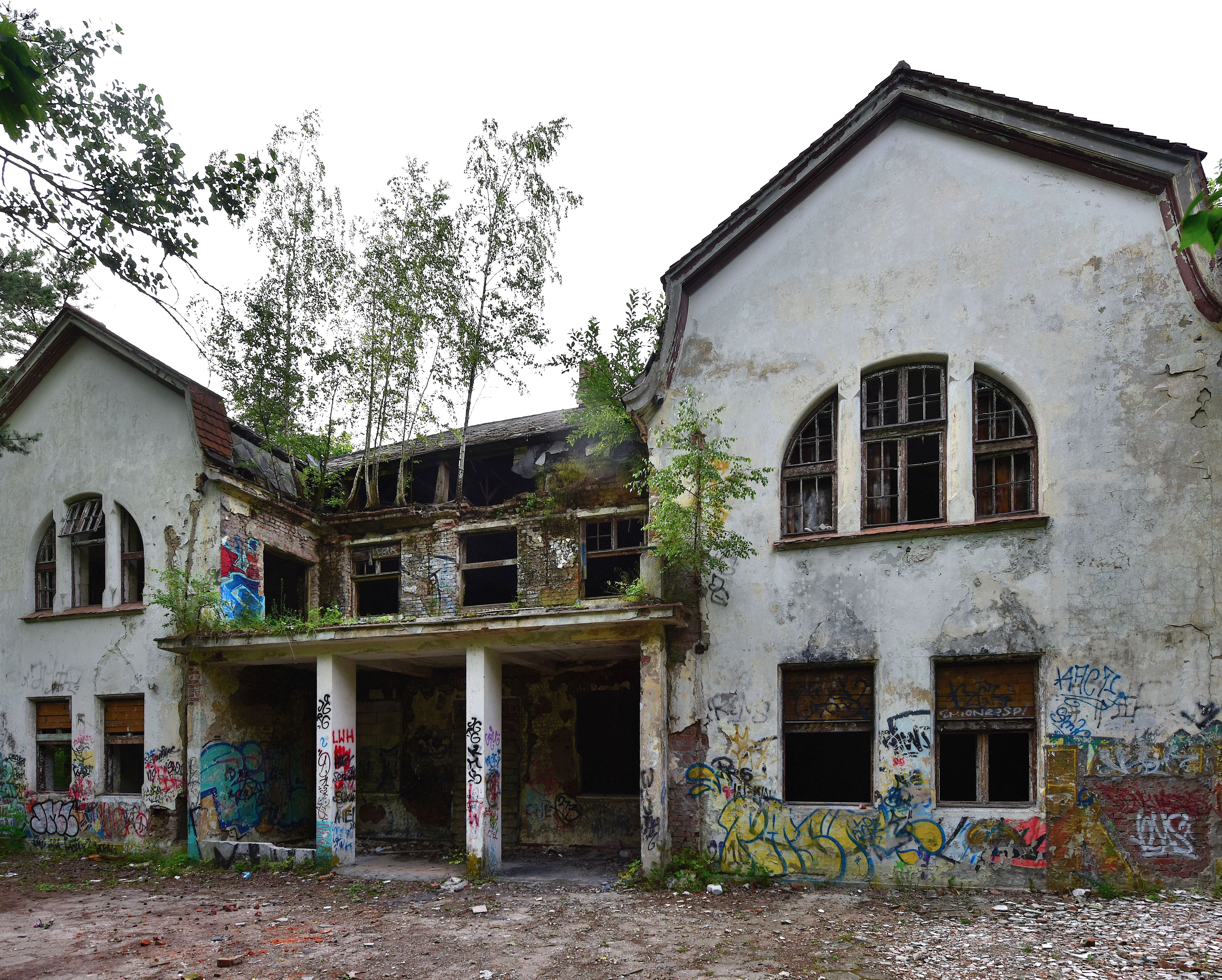
Ruine des Sanatoriums Zofiówka, 2017

Das Sanatorium Zofiówka wurde in der Stadt Otwock bei Warschau von 1908 bis 1942 als Nervenheilanstalt für jüdische Patienten betrieben. Träger war eine jüdische Organisation für bedürftige Nerven- und Geisteskranke. Am 19. August 1942 wurden die dortigen Patienten ins Vernichtungslager Treblinka deportiert oder vor Ort von der SS ermordet.

## Geschichte
Die Anstalt wurde 1908 durch eine jüdische Organisation für bedürftige Nerven- und Geisteskranke gegründet und nach deren damaligem Vorstand und Gönner Zofia Endelmann benannt.
Die Leiter waren Samuel Goldflam (bis 1926), Gotlib Kremer, Rafał Becker, Jakub Frostig (1932–38) und zuletzt Włodzimierz Kaufmann. Ursprünglich für 95 Patienten erstellt, wurde die Anstalt bis zum Beginn des Zweiten Weltkrieges zu einer der größten in Europa mit über 300 Plätzen ausgebaut.

### Deutsche Besatzung und Ghetto
Mit der deutschen Besatzung wurden 1939 alle Heilanstalten im Generalgouvernement unter die Aufsicht des nationalsozialistischen Mediziners Jost Walbaum gestellt. Die wirtschaftliche Situation der Anstalt und die Versorgung der Patienten verschlechterten sich zunehmend und am 5. Dezember 1940 beschlagnahmte die Soziale Versicherungsanstalt in Warschau die Mobilien (darunter auch Krankenbetten).
Am 15. Januar 1941 wurde das Ghetto von Otwock gegründet, in dem auch die Anstalt lag, und ab dem 28. Mai 1941 war es wegen einer angeblichen Typhusepidemie verboten, das Ghetto zu verlassen. Die jüdische soziale Selbsthilfe konnte nur beschränkt helfen, so dass die Kranken und das Personal Hunger litten. Vom 1. Juni bis zum 16. November 1941 starben schätzungsweise 210 von 406 Patienten durch Hunger und Kälte. Trotzdem wurden von den Deutschen immer noch Patienten eingewiesen.
Am 19. August 1942 deportierten die Deutschen unterstützt von ukrainischen SS-Freiwilligen die ca. 8.000 Ghettoeinwohner nach Treblinka. Am Vortag der Deportation begingen bereits einige Heimbewohner und drei Ärzte der Anstalt Suizid, andere versuchten zu flüchten. 108 Patienten wurden unter der Leitung von Untersturmführer Karl Georg Brandt, Leiter des Judenreferates beim Befehlshaber der Sicherheitspolizei und des SD (KdS) Warschau, vor Ort ermordet und die restlichen nach Treblinka deportiert.
Bis Ende 1942 wurde die Anstalt renoviert und dann als Heim für deutsche Kriegswaisenkinder genutzt.